# Silberbrünchen
Das Silberbrünchen (auch Silberbründlbach genannt) ist ein Bach, der im Bernbacherwald bei Motzenhofen (einem Ortsteil der Gemeinde Hollenbach) entspringt. Neben dem Mühlbach und dem Dümpfelbach ist das Silberbrünchen der dritte Nebenfluss des Krebsbachs. 

## Verlauf
Der Bach wird aus zwei Quellen gespeist, die nach etwa 450 Metern zusammenfließen. Das Silberbrünchen besitzt eine Länge von rund 2,5 Kilometern und verläuft im Wesentlichen aus dem Bernbacherwald heraus in Richtung Osten. Dabei passiert bzw. speist der Bach mehrere Fischweiher. Kurz vor der Mündung wird der Bach von der Staatsstraße 2047 gequert. Östlich von Motzenhofen befindet sich die Mündung des Silberbrünchen in den Krebsbach. 